# Campeonato Mundial de Atletismo em Pista Coberta de 1999
O Campeonato Mundial de Atletismo em Pista Coberta de 1999 foi realizado no estádio Green Dome, na cidade de Maebashi, Japão, entre 5 e 7 de março de 1999. Foi a primeira vez que um campeonato mundial se disputou fora da Europa ou da América do Norte. Estiveram presentes 487 atletas oriundos de 115 países.

## Medalhistas
Masculino
| Evento          | Ouro                                                                      | Ouro         | Prata                                                                     | Prata        | Bronze                                                                   | Bronze       |
| 60 m            | USA Maurice Greene                                                        | 6.42 (CR)    | USA Tim Harden                                                            | 6.43 (PB)    | GBR Jason Gardener                                                       | 6.46 (AR)    |
| 200 m           | NAM Frankie Fredericks                                                    | 20.10 (CR)   | BAR Obadele Thompson                                                      | 20.26 (AR)   | USA Kevin Little                                                         | 20.48        |
| 400 m           | GBR Jamie Baulch                                                          | 45.73        | USA Milton Campbell                                                       | 45.99        | MEX Alejandro Cárdenas                                                   | 46.02 (NR)   |
| 800 m           | RSA Johan Botha                                                           | 1:45.47      | DEN Wilson Kipketer                                                       | 1:45.49      | GER Nico Motchebon                                                       | 1:45.74      |
| 1 500 m         | ETH Haile Gebrselassie                                                    | 3:33.77 (CR) | KEN Laban Rotich                                                          | 3:33.98      | ESP Andrés Diaz                                                          | 3:34.46      |
| 3 000 m         | ETH Haile Gebrselassie                                                    | 7:53.57      | KEN Paul Bitok                                                            | 7:53.79      | ETH Million Wolde                                                        | 7:53.85      |
| 60 m barreiras  | GBR Colin Jackson                                                         | 7.38 (CR)    | USA Reggie Torian                                                         | 7.40         | GER Falk Balzer                                                          | 7.44         |
| salto em altura | CUB Javier Sotomayor                                                      | 2.36 (WL)    | RUS Vyacheslav Voronin                                                    | 2.36 (WL)    | USA Charles Austin                                                       | 2.33 (SB)    |
| salto com vara  | FRA Jean Galfione                                                         | 6.00 (CR)    | USA Jeff Hartwig                                                          | 5.95 (AR)    | GER Danny Ecker                                                          | 5.85         |
| comprimento     | CUB Iván Pedroso                                                          | 8.62 (cR)    | ESP Yago Lamela                                                           | 8.56 (AR)    | USA Erick Walder                                                         | 8.30         |
| Triplo          | GER Charles Friedek                                                       | 17.18 (PB)   | GBR LaMark Carter                                                         | 16.98 (SB)   | HUN Zsolt Czingler                                                       | 16.98        |
| peso            | UKR Aleksandr Bagach                                                      | 21.41        | USA John Godina                                                           | 21.06 (SB)   | UKR Yuri Bilonoh                                                         | 20.89 (SB)   |
| 4x400 m         | USA Estados Unidos Andre Morris Dameon Johnson Deon Minor Milton Campbell | 3:02.83 (WR) | POL Polônia Piotr Haczek Jacek Bocian Piotr Rysiukiewicz Robert Maćkowiak | 3:03.01 (AR) | GBR Grã-Bretanha Allyn Condon Solomon Wariso Adrian Patrick Jamie Baulch | 3:03.20 (NR) |
| Heptatlo        | POL Sebastian Chmara                                                      | 6386 (WL)    | EST Erki Nool                                                             | 6374 (NR)    | CZE Roman Šebrle                                                         | 6319 (NR)    |

Feminino
| Evento          | Ouro                                                                               | Ouro         | Prata                                                                 | Prata        | Bronze                                                                             | Bronze       |  |  |
| 60 m            | GRE Ekaterini Thanou                                                               | 6.96 (WL)    | USA Gail Devers                                                       | 7.02         | CAN Philomena Mensah                                                               | 7.07 *       |  |  |
| 200 m           | ROU Ionela Tîrlea                                                                  | 22.39 (WL)   | RUS Svetlana Goncharenko                                              | 22.69 (SB)   | BAH Pauline Davis                                                                  | 23.70 (SB)   |  |  |
| 400 m           | GER Grit Breuer                                                                    | 50.80 (WL)   | NGR Falilat Ogunkoya                                                  | 51.25 (PB)   | USA Jearl Miles Clark                                                              | 51.45        |  |  |
| 800 m           | CZE Ludmila Formanová                                                              | 1:56.90 (CR) | MOZ Maria Mutola                                                      | 1:57.17      | RUS Natalya Tsyganova                                                              | 1.57.47 (NR) |  |  |
| 1 500 m         | ROU Gabriela Szabo                                                                 | 4:03.23 (CR) | ROU Violeta Beclea                                                    | 4:03.53 (PB) | POL Lidia Chojecka                                                                 | 4:05.86 (NR) |  |  |
| 3 000 m         | ROU Gabriela Szabo                                                                 | 8:36.42      | MAR Zahra Ouaziz                                                      | 8:38.43 (AR) | USA Regina Jacobs                                                                  | 8:39.14 (AR) |  |  |
| 60m hurdles     | KAZ Olga Shishigina                                                                | 7.86         | NGR Glory Alozie                                                      | 7.87         | CAN Keturah Anderson                                                               | 7.90 (NR)    |  |  |
| salto em altura | SWE Khristina Kalcheva                                                             | 1.99 (PB)    | CZE Zuzana Hlavoňová                                                  | 1.96         | USA Tisha Waller                                                                   | 1.96 (SB)    |  |  |
| salto com vara  | GER Nastja Ryjikh                                                                  | 4.50 (CR)    | ISL Vala Flosadóttir                                                  | 4.45 (NR)    | GER Nicole Rieger HUN Zsuzsanna Szabó                                              | 4.35         |  |  |
| comprimento     | RUS Tatyana Kotova                                                                 | 6.86 (PB)    | USA Shana Williams                                                    | 6.82 (PB)    | BUL Iva Prandzheva                                                                 | 6.78         |  |  |
| Triplo          | GBR Ashia Hansen                                                                   | 15.02 (WL)   | BUL Iva Prandzheva                                                    | 14.94 (NR)   | CZE Šárka Kašpárková                                                               | 14.87 (NR)   |  |  |
| peso            | RUS Svetlana Krivelyova                                                            | 19.08        | POL Krystyna Danilczyk                                                | 19.00 (PB)   | USA Teri Steer                                                                     | 18.86        |  |  |
| 4x400m          | RUS Rússia Tatyana Chebykina Svetlana Goncharenko Olga Kotlyarova Natalya Nazarova | 3:24.25 (WR) | AUS Austrália Susan Andrews Tania Van Heer Tamsyn Lewis Cathy Freeman | 3:26.87 (AR) | USA Estados Unidos Monique Hennagan Michelle Collins Zundra Feagin Shanelle Porter | 3:27.59 (AR) |  |  |
| Pentatlo        | USA Le Shundra Nathan                                                              | 4753         | RUS Irina Belova                                                      | 4691         | POL Urszula Włodarczyk                                                             | 4596         |  |  |

### Legenda
- WR : Recorde do mundo
- WL : Melhor marca mundial do ano
- AR : Recorde continental
- CR : Recorde da competição
- NR : Recorde nacional
- PB : Recorde pessoal
- SB : Melhor marca pessoal do ano
- DQ : Desqualificado
- DNF: Abandono
- DNS: Não partiu
- NH : Não marcou